# Vittorio Alfieri
El conde Vittorio Amedeo Alfieri (Asti, 16 de enero de 1749-Florencia, 8 de octubre de 1803) fue un dramaturgo, poeta y escritor italiano. «En la ciudad de Asti, en Piamonte, el día 17 de enero del año 1749, yo nací de nobles, ricos y honestos parientes». Así Vittorio Alfieri, el mayor poeta trágico italiano del Setecientos, se presenta a sí mismo en la Vita scritta da esso (Vida escrita por él), autobiografía de alrededor de 1790. En el curso de su breve pero intensa existencia el escritor no dejó de cultivar ni siquiera este género. Por otra parte, su carácter atormentado, además de orientar su vida hacia la aventura, lo hará precursor de las inquietudes románticas.

## Biografía

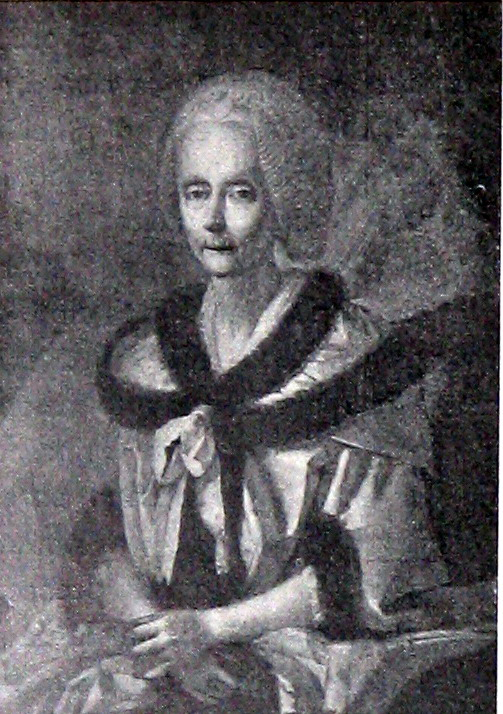
Retrato de Monica Maillard.

### Infancia y educación
Quedando entonces solo yo de todos los hijos en la casa materna, fui dado en custodia a un buen cura, llamado don Ivaldi…
de Vita de V. Alfieri, Época primera, 1755, capítulo II

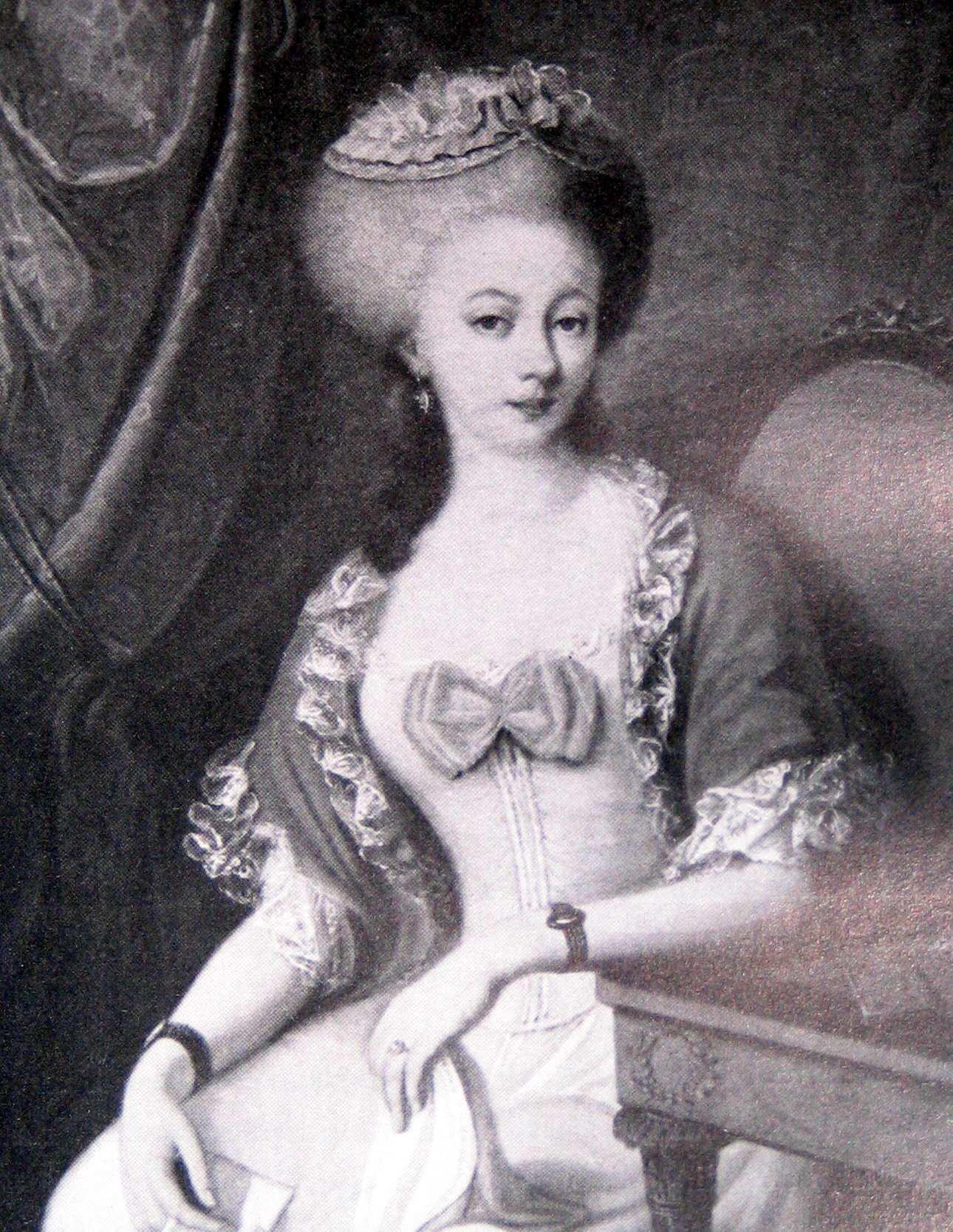
Retrato de Giulia Alfieri.

Vittorio Alfieri nació en una familia formada por el conde de Cortemilia Antonio Amedeo Alfieri y por la saboyana Monica Maillard de Tournon, viuda del marqués Alessandro Cacherano Crivelli. Pero el padre murió al primer año de vida de Vittorio y la madre se volvió a casar en el 1750 con un caballero, Carlo Giacinto Alfieri de Magliano.
Vittorio vivó hasta los nueve años y medio en el Palazzo Alfieri en Asti, la residencia del padre que había diseñado y levantado su tío, el arquitecto Benedetto Alfieri, al que profesaba gran afecto. Estuvo en esos primeros años de vida a cargo de un sacerdote preceptor sin otro tipo de compañía, pues de los dos hermanos que tenía Giuseppe María murió a los pocos meses de vida y su hermana Giulia fue enviada al monasterio de San Anastasio Asti.
En 1758, por voluntad de su tutor y tío Pellegrino Alfieri, gobernador de Cuneo y en 1762 virrey de Cerdeña, fue inscrito en la Academia Real de Turín. En ella completó sus estudios de gramática, retórica, filosofía y derecho. Entró en contacto con muchos estudiantes extranjeros, y sus historias y experiencias le inculcaron la pasión de viajar. Tras la muerte de su tutor y tío Pellegrino en 1766, y habiendo fallecido también su tío Benedetto al año siguiente, abandonó la Academia sin terminar los estudios que lo habrían hecho abogado e ingresó en el ejército, convirtiéndose en portaestandarte del regimiento provincial de Asti; permaneció en él hasta 1774, licenciándose con el rango de teniente.

### Los viajes
Quería yo absolutamente morir, pero no le comuniqué aquel deseo a nadie y, fingiéndome enfermo para que mi amigo me dejase, hice llamar al cirujano para que me sacase la sangre, vino y me la sacó.
de Vita de V. Alfieri, Época tercera, 1768, capítulo VI

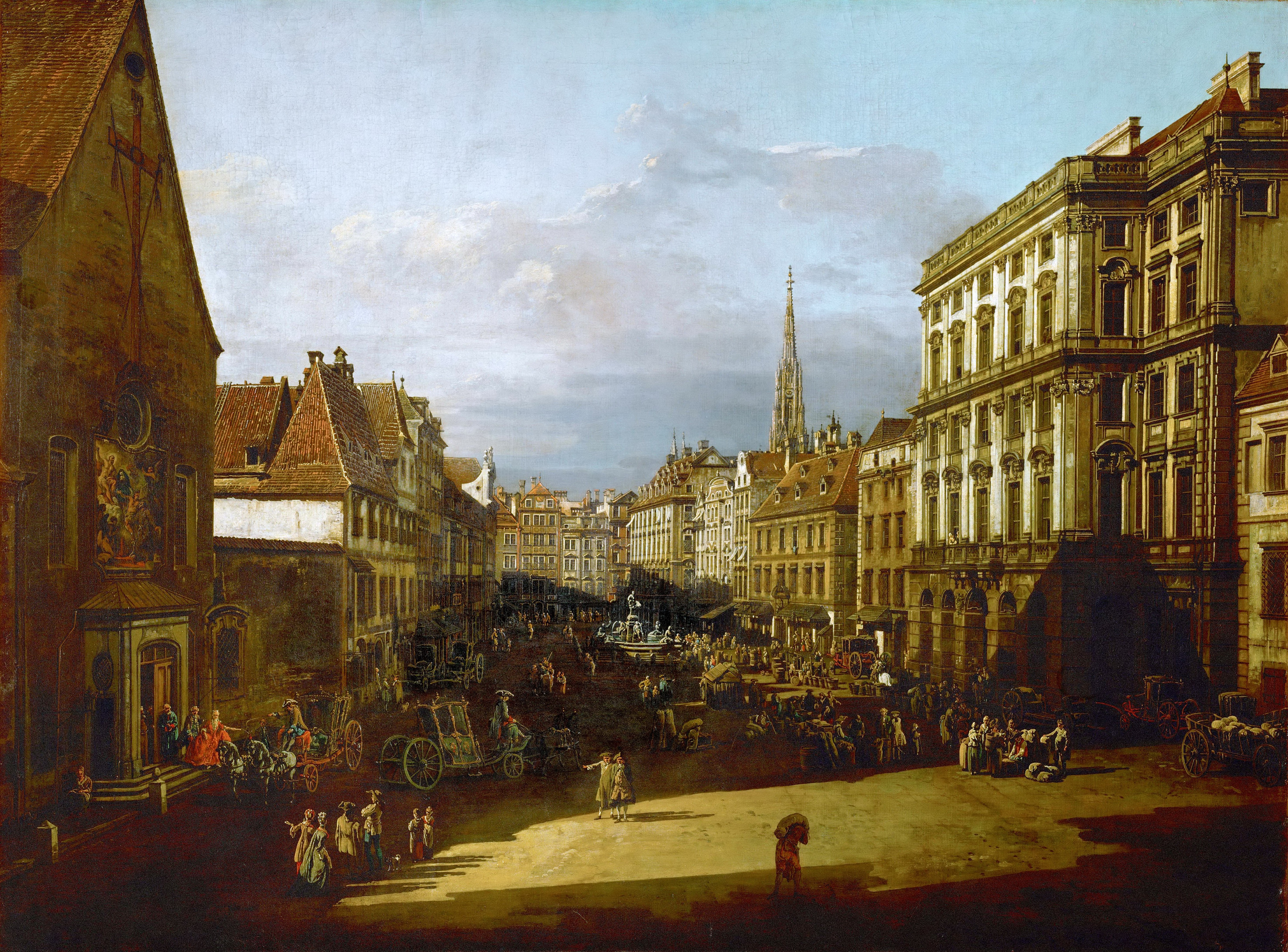
Viena en el, por Bernardo Bellotto, apodado Il Canaletto (1760), Kunsthistorisches Museum, Viena.

Entre 1766 y 1772, Alfieri comenzó una larga peregrinación por varios estados de Europa. Visitó Italia desde Milán hasta Nápoles, deteniéndose en Florencia y Roma. En 1767 llegó a París, donde conoció a Luis XV, que le pareció un monarca engreído y despectivo. Decepcionado también por la ciudad, en enero de 1768 llegó a Londres y, tras una larga gira por las provincias británicas, se fue a Holanda.
En La Haya vivió su primer amor con la esposa del Barón Imhof, Cristina. Obligado a separarse de ella para evitar un escándalo, intento suicidarse, pero lo evitó la intervención de su criado de confianza Elías, quien lo seguía en todos sus viajes y lo conocía mejor que él a sí mismo; con él llegó a establecer una sólida relación que mantuvo hasta el fin de sus días. 
Volvió a Turín, donde se alojó en la casa de su hermana Giulia, la cual se había casado mientras tanto con el conde Giacinto Canalis de Cumiana. Permaneció allí hasta cumplir los veinte años de edad y, al entrar en posesión de su gran herencia, decidió abandonar Italia otra vez.
Entre 1769 y 1772, en compañía de Elías, hizo un segundo viaje por Europa partiendo de Viena, fue a Berlín y se reunió con fastidio y rabia con Federico II, tocó Suecia y Finlandia y llegó a Rusia, donde no quiso ser presentado a Catalina II, ya que había desarrollado una profunda aversión al despotismo.
Viajó a Londres y en el invierno de 1771 conoció a Penélope Pitt, esposa del vizconde Edward Ligonier, con la que inició una relación amorosa. El vizconde descubrió el asunto y retó a duelo a Alfieri. El escándalo que siguió y el subsecuente proceso por adulterio impidió una posible carrera diplomática para Alfieri, quien se vio obligado a abandonar tierras británicas.
Retomó entonces su viaje y volvió a Holanda; de allí pasó a Francia, España y por último Portugal, donde admiró el paisaje y la ciudad de Lisboa; allí se reunió con el abad Valperga de Caluso, que lo estimula a proseguir su carrera literaria. En España Madrid no lo impresionó: se sentía deprimido. Adquirió sin embargo un caballo andaluz del que alabó su gracia y resistencia. También admiró la lengua española y se enamoró del paisaje de Valencia en primavera. En 1772 comenzó su viaje de vuelta a Italia a través de Barcelona y Perpiñán.

#### Regreso a Turín

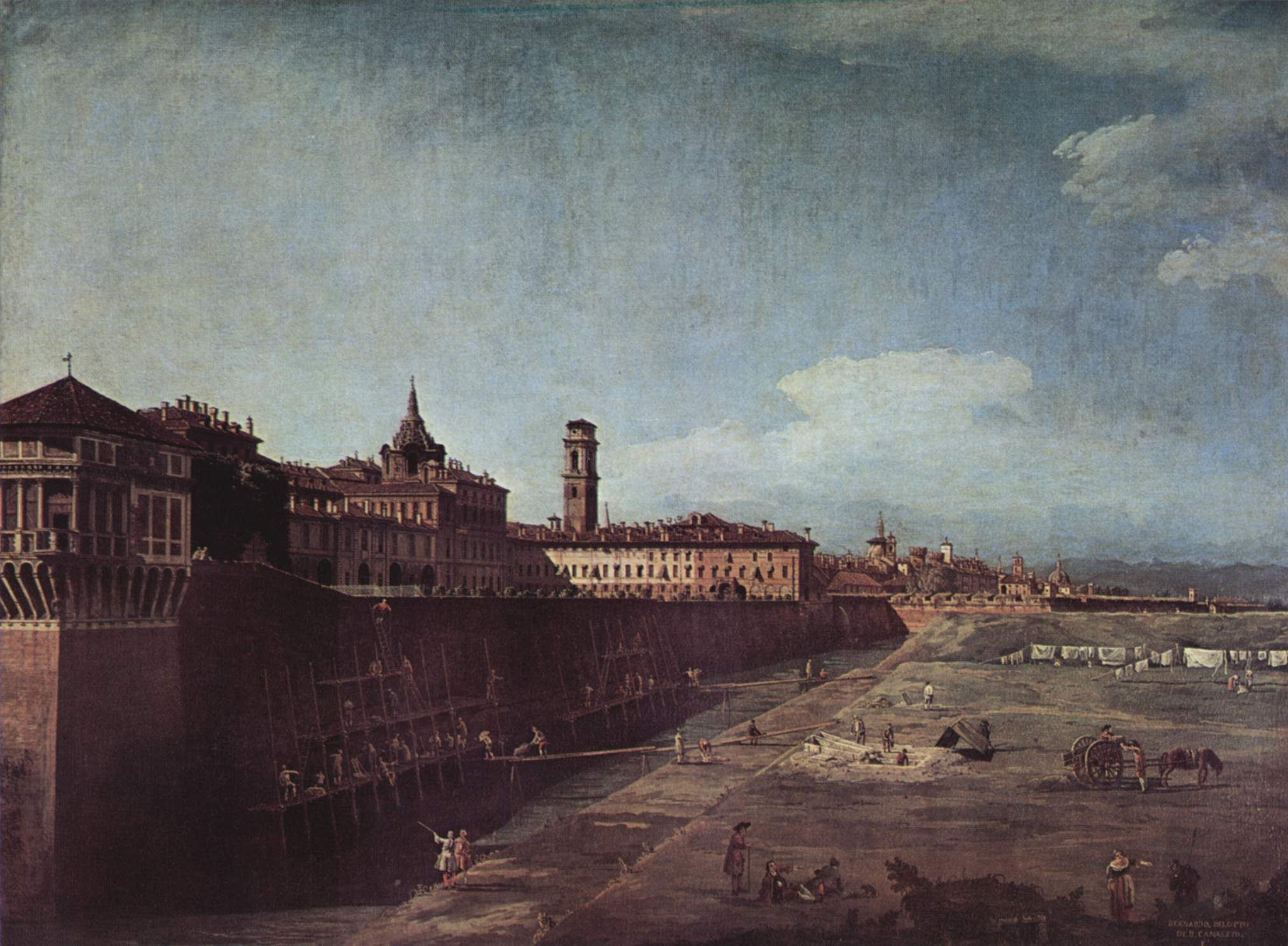
Torino, Bernardo Bellotto llamado el Canaletto (1745), Turín, Galería Sabauda.

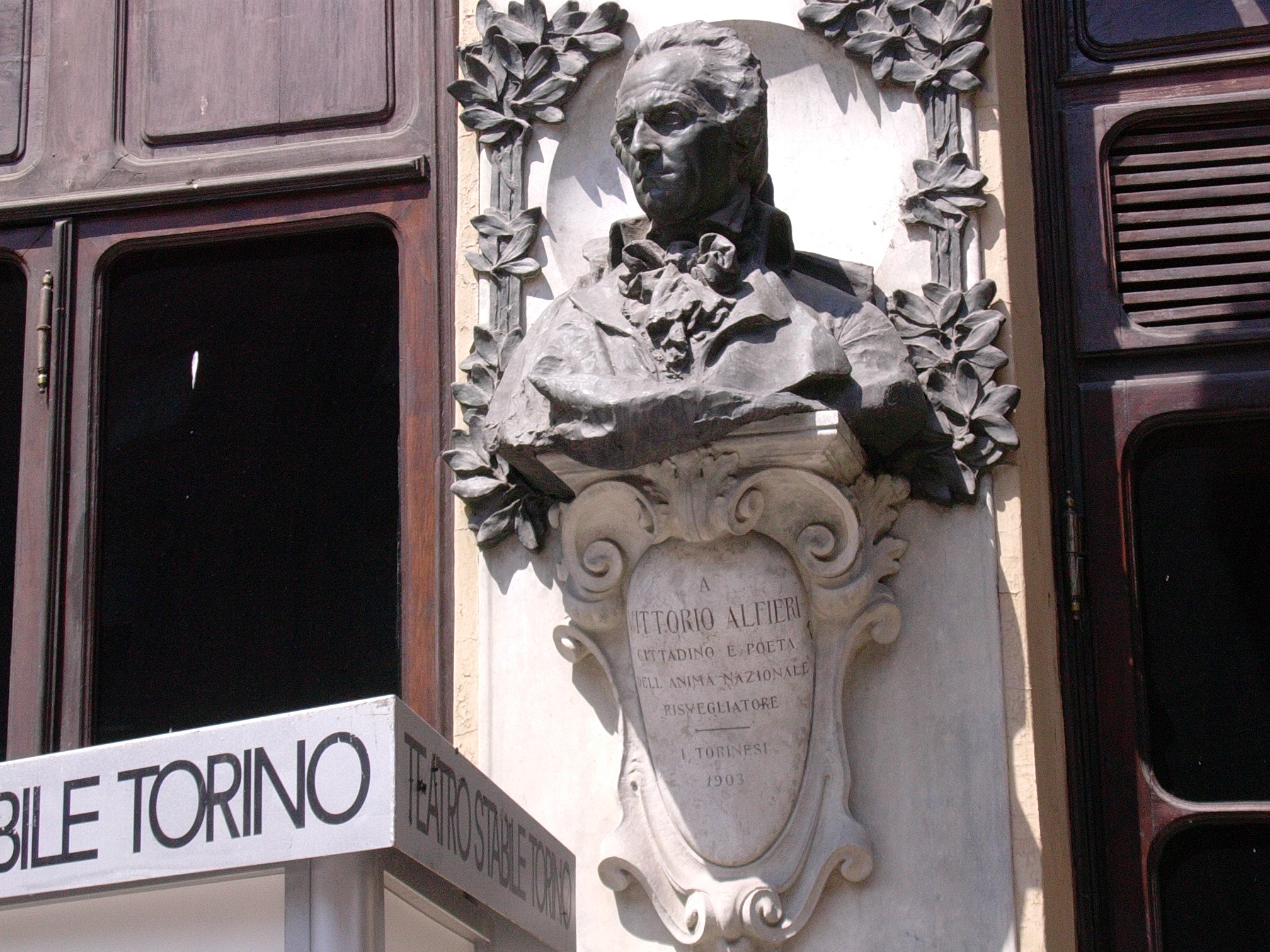
Busto dedicado a Vittorio Alfieri en Turín, en Piazza Carignano.

Con 24 años regresó Alfieri a Turín en 1773 y se dedicó a estudiar la literatura, renegando así, según sus propias palabras, de "años de viajes y libertinaje". Compró una casa en Piazza San Carlo, la amuebló suntuosamente y se encontró con sus antiguos compañeros de juventud y de la academia militar. Con ellos creó una pequeña sociedad que se reunía semanalmente en su hogar para "festejar y razonar de cualquier cosa", la Société des Sansguignon. En este período escribió "mezclas de filosofía y de impertinencias", sobre todo en francés, entre las que está su Esquisse de Jugement Universel ("Esbozo de juicio universal"), inspirado en los escritos de Voltaire.
Tuvo también un romance con la marquesa Gabriella Falletti de Villafalletto, esposa de Giovanni Antonio Turinetti marqués de Priero. Entre 1774 y 1775 terminó la tragedia Marco Antonio y Cleopatra , representada en junio de ese mismo año en Palazzo Carignano, con éxito.
En 1775 cortó definitivamente el affair con la marquesa Falletti y se dedicó a estudiar y perfeccionar su gramática italiana, reescribiendo en italiano las tragedias Felipe (sobre Felipe II y su supuesta crueldad) y Polinices, que en un primer momento había redactado en francés.
En abril del año siguiente se trasladó a Pisa y Florencia para el primero de sus "viajes literarios", donde comenzó la redacción de Antígona y Don Garzia. Regresó a la Toscana en el 1777, especialmente a Siena, donde conoció al que se convertiría en uno de sus más grandes amigos, el comerciante Francesco Gori Gandellini. Éste influenció notablemente en las elecciones literarias de Alfieri, convenciéndolo de acercarse a las obras de Nicolás Maquiavelo. A partir de estas nuevas inspiraciones nacieron La conjura de los Pazzi, el tratado De la tiranía , Agamenón,  Orestes y Virginia (que luego despertará la admiración de Monti).

#### La condesa de Albany
Un dulce fuego en los ojos negrísimos acoplado (que muy raro se ve) a blanquísima piel y rubios cabellos resaltaban su belleza, de la cual era difícil no quedar golpeado o conquistado.
de Vita de V. Alfieri, Época cuarta, 1777, capítulo V

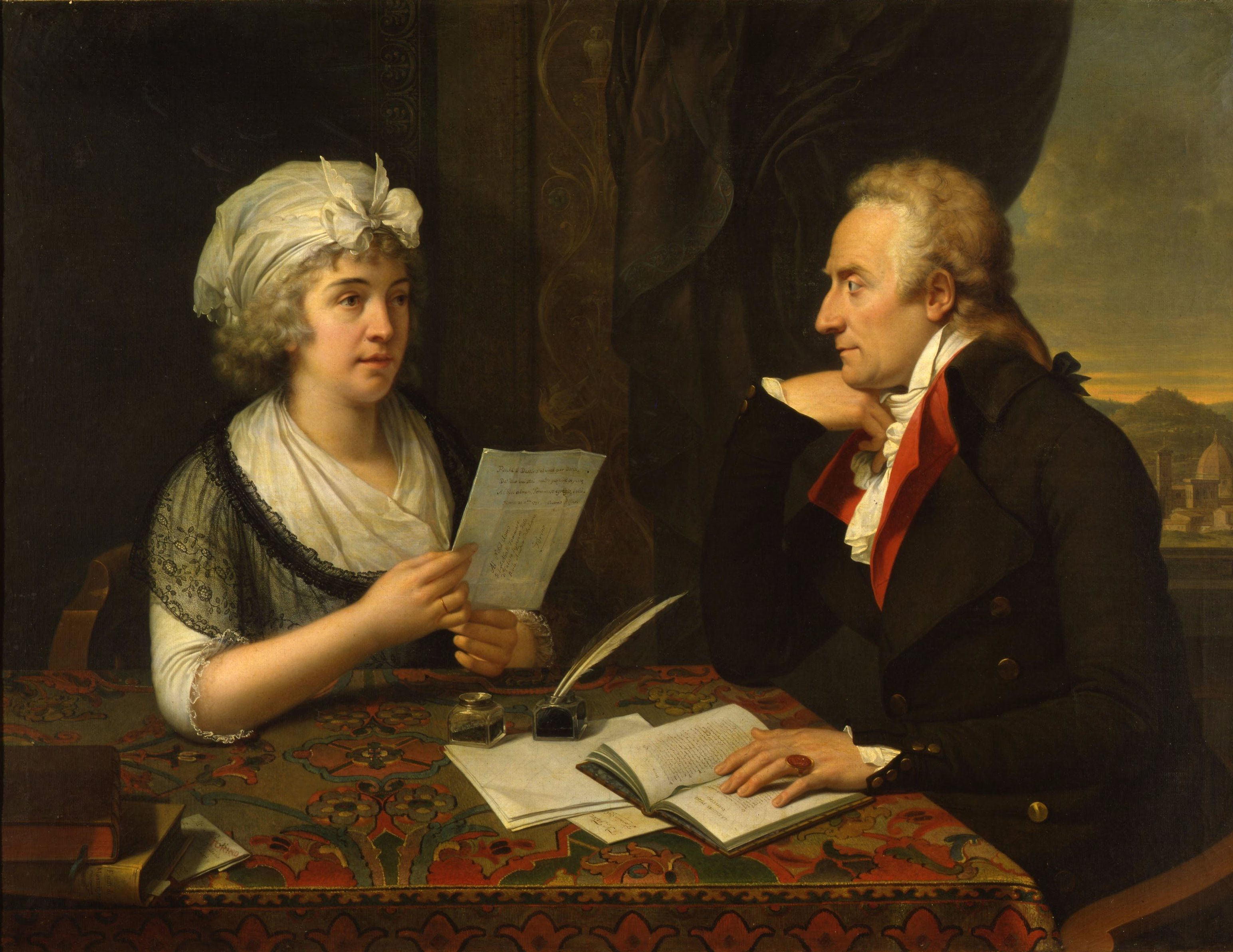
Alfieri y la condesa de Albany, F. X. Fabre, 1796, Turín, Museo Cívico de arte antigua.

En octubre de 1777, mientras terminaba la escritura de Virginia, Alfieri conoció a la mujer que lo mantendría ligado a ella el resto de su vida, Luisa de Stolberg-Gedern, condesa de Albany y esposa de Carlos Eduardo Estuardo, pretendiente al trono de Inglaterra. En ese mismo período estudiaba las obras de Virgilio y terminó Del Príncipe y de las cartas y el poema Etruria vengada.
En 1780, con el apoyo del gobierno granducal, la condesa de Albany pudo dejar a su marido y se refugió en Roma en el convento de Orsoline con la ayuda de su hermano, Enrique Benedicto Estuardo, cardenal y duque de York.
Después de algún tiempo, Alfieri, que por entonces había donado todos los bienes y propiedades feudales a la hermana Giulia reservándose una renta y una parte del capital, se reunió en Roma con la condesa y luego fue a Nápoles, donde finalizó la escritura de Octavia y pudo unirse a la logia masónica de la "Vittoria".

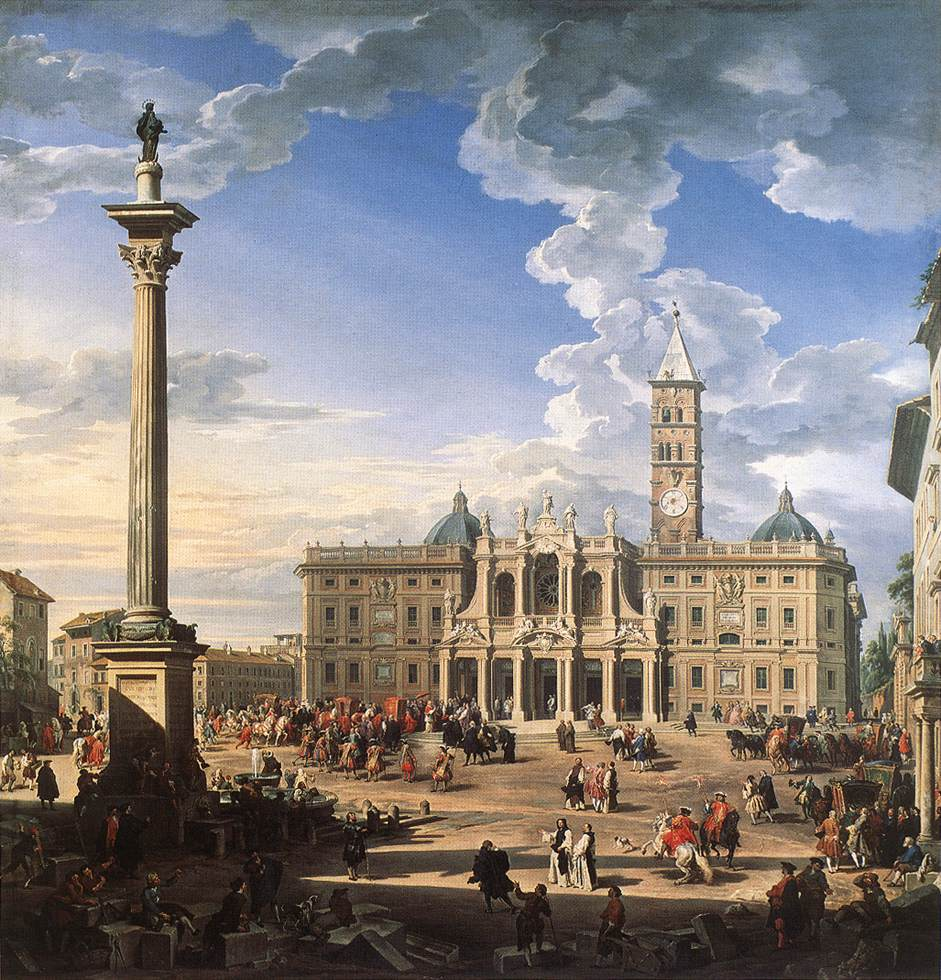
Roma, Veduta di Santa Maria Maggiore, de Giovanni Paolo Pannini (1744).

Regresó a Roma y se instaló en Villa Strozzi en las Termas de Diocleciano, con la condesa de Albany, en tanto obtuvo una dispensa papal que le permitió abandonar el monasterio. Durante los dos años siguientes el escritor completó las tragedias Merope y Saúl.
En 1783, Alfieri fue recibido en la Academia de Arcadia con el nombre de Filacrio Eratrastico. Ese mismo año también terminó Abel. Entre 1783 y 1785 publicó en tres volúmenes la primera edición de sus tragedias impresas por los topógrafados de Siena Pazzini y Carli.
Pero este período idílico se ve interrumpido bruscamente por el Cardenal de York, quien, al descubrir la relación del escritor con la cuñada, le intimó a abandonar Roma.
Alfieri, con el pretexto de dar a conocer las propias tragedias a los mayores escritores italianos, comenzó una serie de viajes. Conoce así a Ippolito Pindemonte en Venecia, Melchiorre Cesarotti en Padua, Pietro Verri y a Giuseppe Parini en Milán. Pero las tragedias obtuvieron en gran parte comentarios negativos. Solamente el poeta Ranieri de' Calzabigi felicitó al escritor porque con sus obras había puesto al teatro italiano a la altura del teatro transalpino.
En abril de 1784, la Condesa de Albany, a través de la intercesión de Gustavo III de Suecia, obtuvo el divorcio de su marido y el permiso para salir de Roma y entonces se reunió en agosto con Alfieri, en el castillo de Martinsboug (Colmar), en secreto, para guardar las apariencias y la jubilación de la condesa. En Colmar Alfieri escribió sus tragedias Agis, Sofonisba y Mirra (esta última, sobre el incesto entre hija y padre; véase Mirra).
Obligado a abandonar la Alsacia, al final del año, por la obligación de la condesa de residir en el estado pontificio, Alfieri se instaló en Pisa y Stolberg en Bolonia.
La situación ya insostenible, se vio agravada por la muerte repentina del amigo Gori. Son de aquel período algunos poemas entre los que están el Panegírico de Plinio y Trajano y las Notas, que surgieron en respuesta a las críticas negativas que habían recibido sus tragedias.
En 1785 completó las tragedias Bruto primero y Bruto segundo. En diciembre de 1786, Alfieri y Stolberg (que se convertiría en viuda dos años después) se trasladaron a París comprando dos casas separadas. En este período se volvieron a publicar sus tragedias en manos de los famosos impresores Didot. En el salón de Stolberg Alfieri conoció muchos literatos, en particular a André Chénier, que quedó tan impresionado que le dedicó algunos de sus escritos.

#### La revolución francesa y Napoleón
Me siento muy triste, porque veo la sagrada y sublime causa de la libertad traicionada de tal forma, cambiada y puesta en descrédito por estos semifilósofos.
de Vita de V. Alfieri, Época cuarta, 1790, capítulo XIX

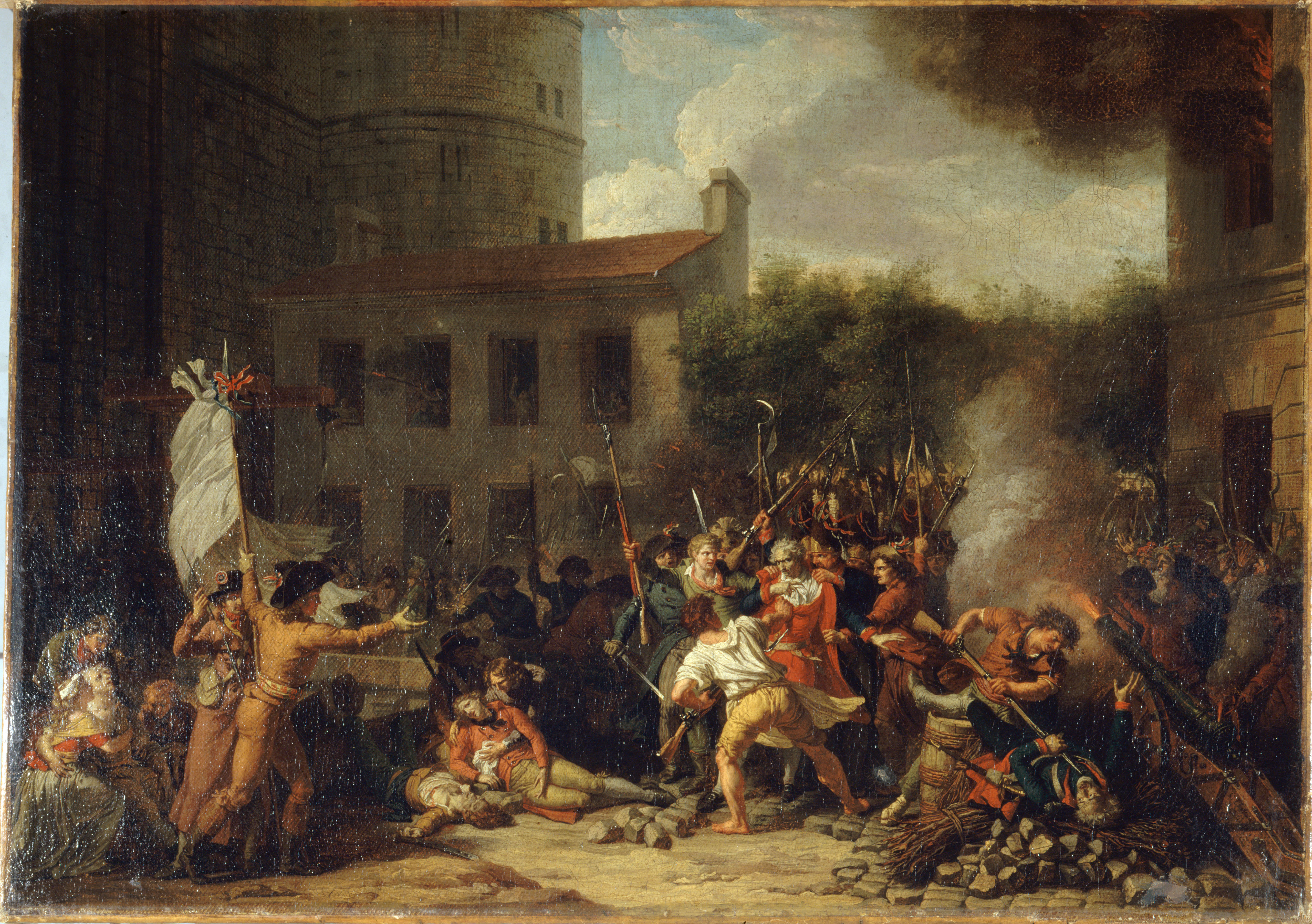
La Toma de la Bastilla (Charles Thévenin, 1793). Musée Carnavalet, París.

En 1789, Alfieri y su compañera fueron testigos presenciales de los movimientos revolucionarios en París. Los acontecimientos en un principio le hicieron componer al poeta la oda A Parigi sbastigliato, pero luego renegó: el entusiasmo se transformó en un odio a la revolución, explicitado en las rimas del Misogallo.
En 1792 el arresto de Luis XVI y las matanzas del 10 de agosto, convencieron a la pareja de abandonar definitivamente la ciudad para volver a la Toscana (en el ínterin se había emitido una orden de arresto por la condesa, en tanto noble y extranjera, pero no para Alfieri), y entre 1792 y 1796 Alfieri se introduce totalmente en el estudio de los clásicos griegos traduciendo a Eurípides, Sófocles, Esquilo, Aristófanes. A partir de estas fuentes de inspiración, nació en 1798 la última tragedia de Alfieri: Alceste segundo. Se apasiona también en recitar personalmente las propias tragedias.

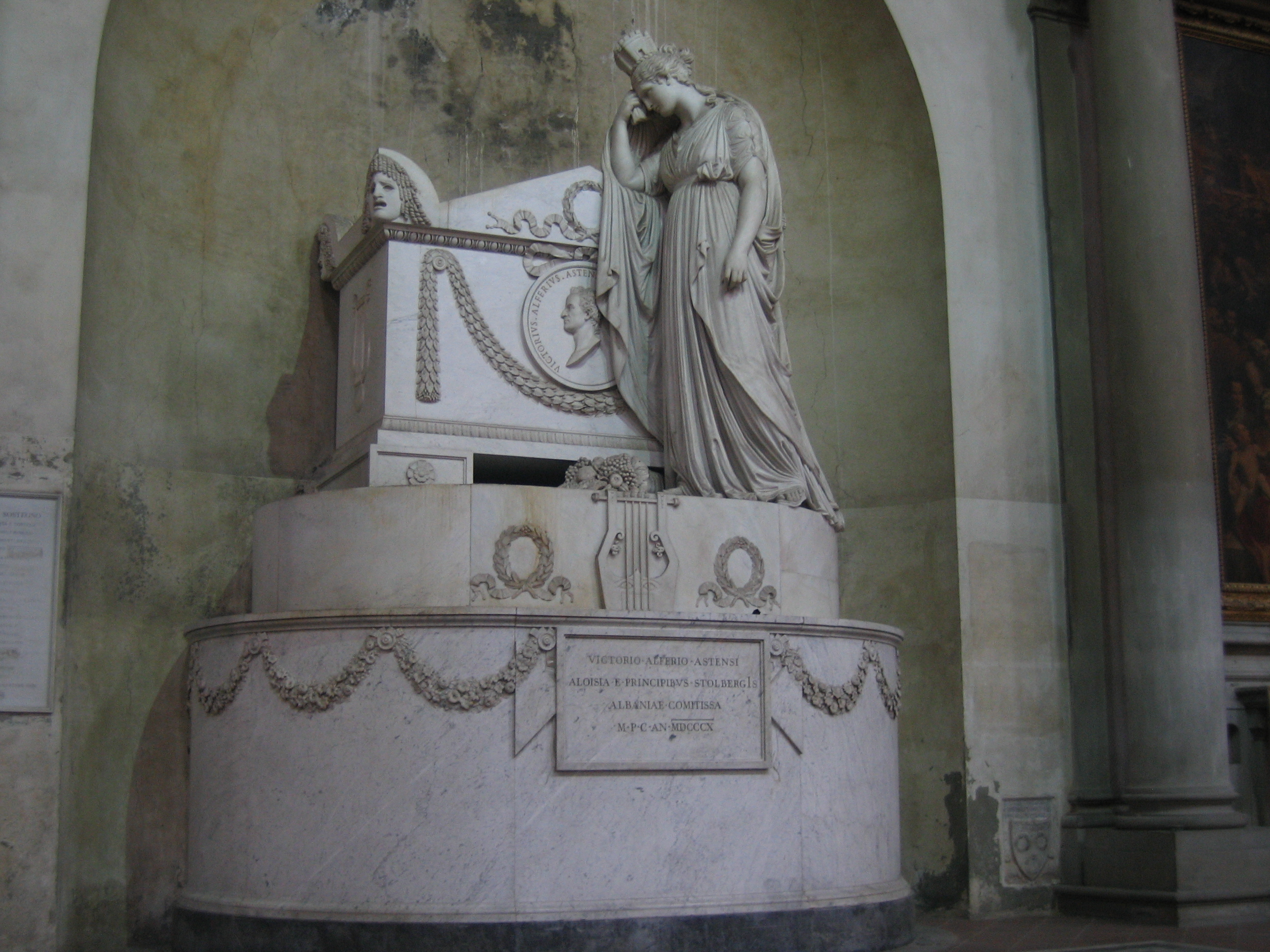
Florencia, Basílica de la Santa Cruz, Monumento fúnebre a Vittorio Alfieri de Antonio Canova.

Entre 1799 y 1801 las victorias francesas en territorio de Italia obligan a Alfieri a huir de Florencia y a refugiarse en una villa en Montughi. Sus prejuicios contra los franceses le impidieron incluso aceptar el nombramiento como miembro de la Academia de Ciencias de Turín en 1801, dado que Piamonte había entrado en la órbita de Napoleón.
Entre 1801 y 1802, escribió seis comedias: El uno, Los pocos y Los muchos, tres libros sobre la visión satírica de los gobiernos de la época; Tre veleni rimesta, avrai l'antidoto, sobre la solución a los males políticos (casi un testamento político, donde Alfieri, primero republicano, apoya la monarquía constitucional de estilo inglés), La ventana, inspirada en Aristófanes y El divorcio, resultado de reminiscencias juveniles, en donde condena los matrimonios nobles por interés.
Murió en Florencia el 8 de octubre de 1803 a la edad de 54 años, probablemente debido a una enfermedad cardiovascular, y fue enterrado en la Basílica de la Santa Cruz. En su memoria se encuentra el espléndido monumento fúnebre de Antonio Canova.

## Obras

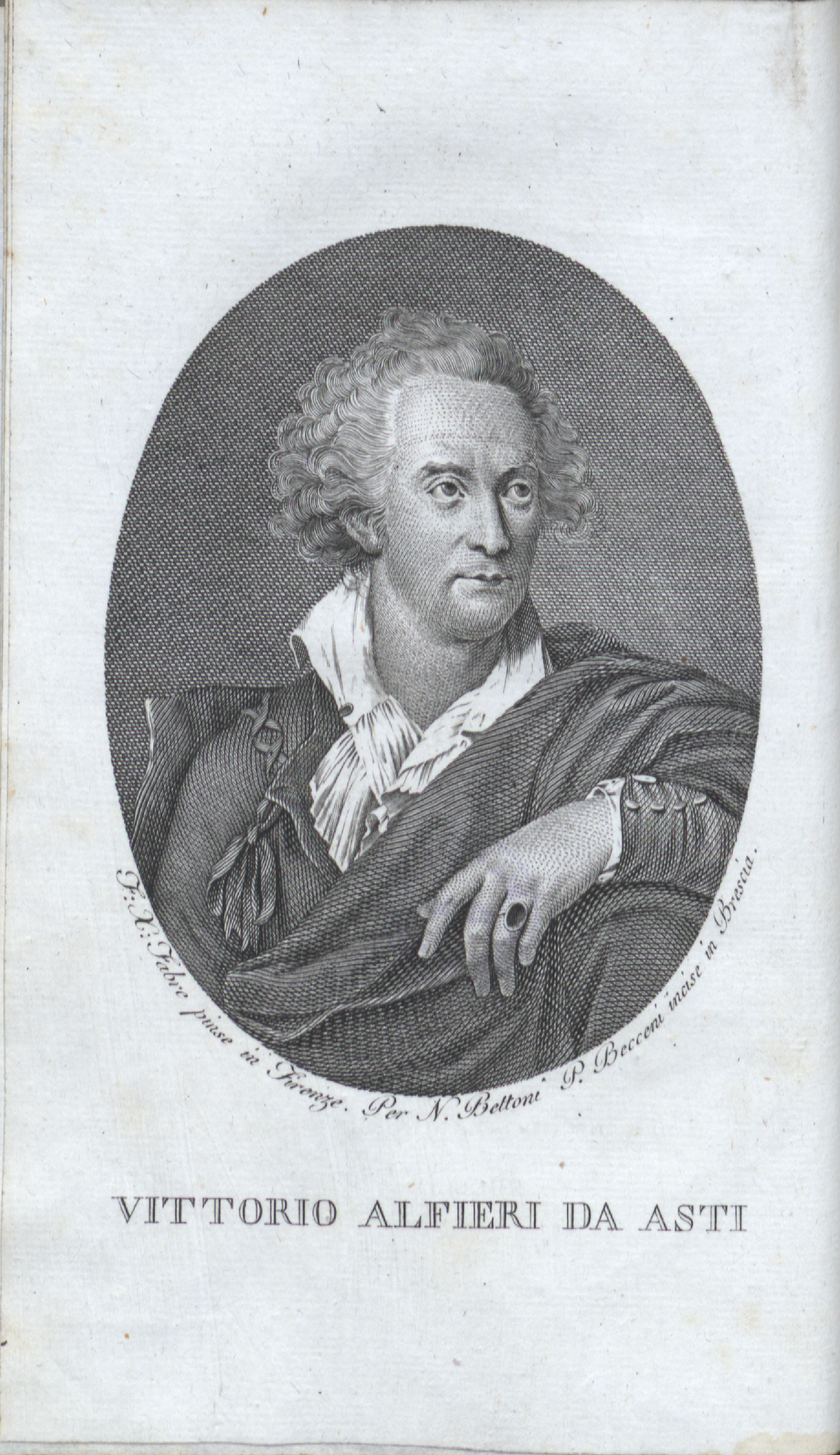
Frontispicio de las Obras de Alfieri, edición de 1809

### Las tragedias
Terminada la Academia militar de Turín, y después de un largo viaje juvenil en varios estados de Europa, en 1775 (el año de la conversión) entra en la capital de Piamonte y se dedica al estudio de la literatura, negando de esta manera -según sus propias palabras- "años de viaje y libertinaje". Completa su primera tragedia, Antonio y Cleopatra, que goza de gran éxito, y seguirán después Antígona, Felipe, Orestes, Saúl, María Estuardo, Mirra.
La fama de sus tragedias se vincula a su tema central: la relación libertad-poder y la reafirmación del individuo sobre la tiranía. Una reflexión profunda y dolorosa sobre la vida humana enriquece esta temática cuando el poeta se detiene sobre los sentimientos más íntimos y sobre la sociedad que le rodea.

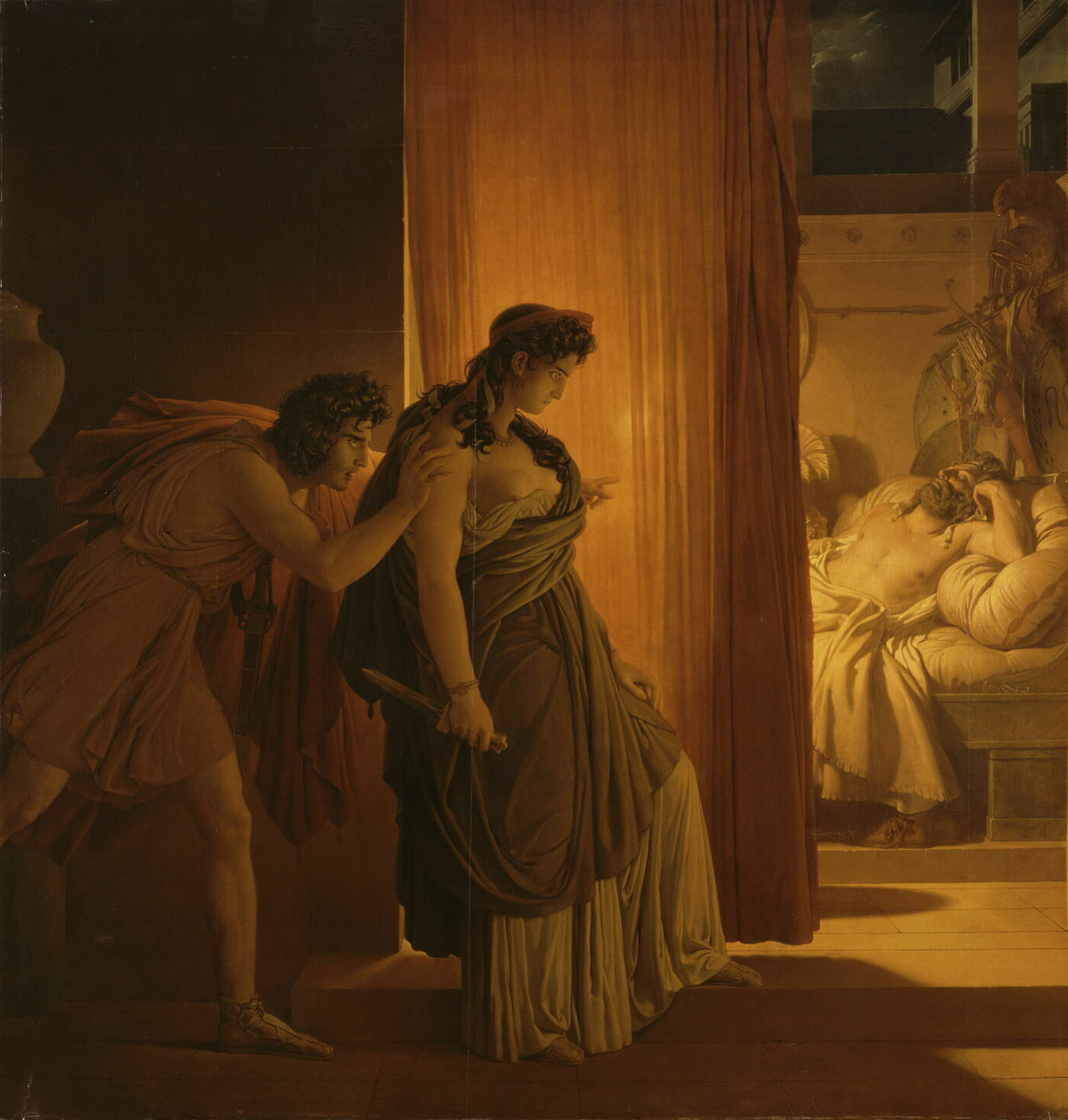
Egisto insta a Clitemnestra vacilante antes de matar a Agamenón, en el cuadro Morte di Agamennone de Pierre-Narcisse Guérin 1818, Louvre, País.

Sus tragedias se representaron cuando el poeta todavía estaba vivo y tuvieron un éxito considerable en el período jacobino. Las más representadas en los tres años jacobinos fueron Virginia y los dos Brutos. En el Teatro Patriótico de Milán en 1796, el 22 de septiembre del año mismo, Napoleón Bonaparte asistió a una réplica de Virginia.
El Bruto primero fue repuesto también en la La Scala de Milán y en Venecia, mientras que en Bolonia fueron representadas entre 1796 y 1798 cuatro tragedias (Bruto II, Saúl, Virginia y Antígona).
Las reacciones en el público solían ser muy llamativas, como cuenta Leopardi en su Zibaldone (1823) con motivo de la representación de Agamenón en Bolonia:

Produjo mucho interés en la audiencia, y además mucho odio hacia Egisto, pues cuando Clitenestra sale del cuarto del marido con el puñal con sangre y encuentra a Egisto, la platea gritaba furiosamente a la actriz que lo matase.

También Stendhal escribía desde Nápoles:

27 febrero 1817. Salgo ahora de ver Saul en el Teatro Nuovo. Se diría que esta tragedia toca las cuerdas secretas del sentimiento nacional italiano. El público siente éxtasis [...]
Stendhal, Roma, Nápoles y Florencia

En los intervalos los espectadores patrióticos bailaban la "Carmagnola" en platea.
En los años siguientes, muchos actores del siglo XIX se especializaron en las obras de Alfieri, desde Antonio Morrocchesi en el Teatro Carignano de Turín, hasta Paolo Belli Blanes, en Florencia o Milán.
Las tragedias son veintidós, comprendida Cleopatra (o Antonio y Cleopatra), después rechazada por él. Alfieri las escribió en endecasílabos libres, siguiendo el concepto aristotélico de la unidad. Aquí está la lista completa:
- Saul (1782)
- Felipe (1781, publicada en 1783)
- Rosmunda (1783)

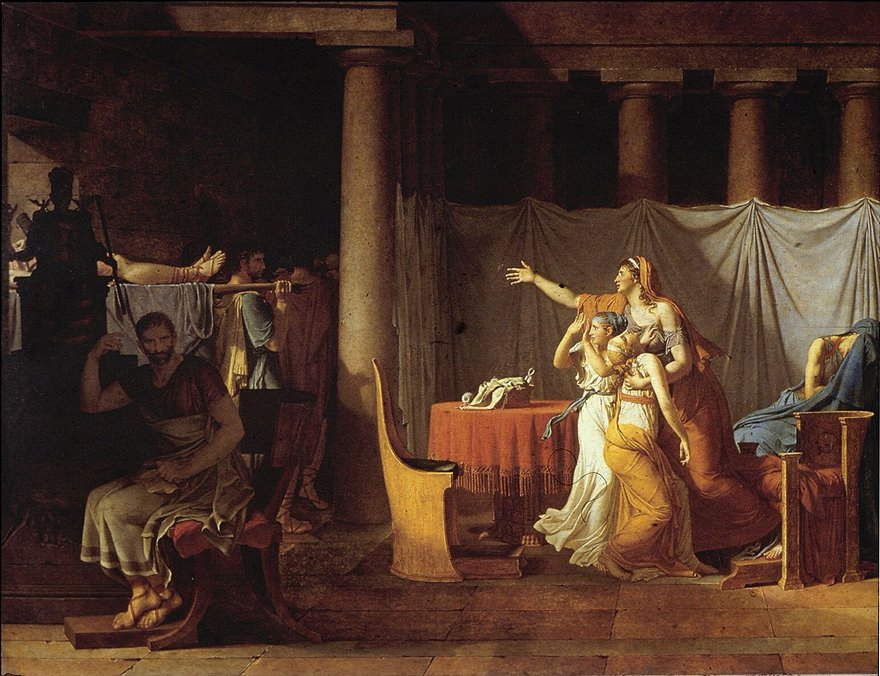
I littori riportano a Bruto i corpi dei suoi figli, 1789 Jacques-Louis David, Parigi, Louvre

- Octavia (1783, republicada en 1788)
- Merope (1785)
- María Stuarda (1788)
- Agide (1788)
- Bruto primo (1789)
- Bruto secondo (1789)
- Don Garzia (1789)
- Sofonisba (1789)

Tragedias griegas:
- Polinices (1781)
- Agamenón (1783)
- Antígona (1783)
- Oreste (1783)
- Mirra (1789)

Tragedias definidas de la libertad:
- La congiura de' Pazzi (1788)
- Virginia (1781, 1783, reelaborada en el 1789)
- Timoleone (1783, reelaborada en el 1789)

Tragedias publicadas póstumas
- Cleopatra (por él mismo rechazada, 1774 - 1775, publicada póstuma)
- Alceste prima (1798)
- Alceste segunda (1798)

### Tramelogedia
Alfieri quería combinar el drama, muy en boga en ese momento, con los temas más difíciles de la tragedia. Así nació el Abel (1786), una obra que él mismo definió como «tramelogedia».

### Las prosas políticas
El odio por la tiranía y el amor visceral por la libertad fueron desarrollados en dos tratados:
- De la tiranía (1777-1790) es un folleto de tema enteramente político escrito durante su estancia en Siena, donde conoció a su mejor amigo, el comerciante Francesco Gori-Gandellini. Alfieri discute en él sobre el despotismo, al que considera la más monstruosa representación de todos los tipos de gobierno. La tiranía se funda, según Alfieri, en la monarquía, el ejército y la Iglesia, que son los cimientos de esta clase de Estado.

- Del príncipe y de las letras (1778-1786) es de tema político-literario. Alfieri llega a la conclusión de que la combinación de la monarquía y las letras es nociva para el desarrollo de estas últimas. El poeta también examina las obras de Virgilio, Horacio, Ariosto y Racine, nacidas con el consentimiento de los príncipes o reyes y las considera frutos de hombres «mediocres», en contraste a la obra de un escritor exiliado como Dante.

- Panegírico de Plinio a Trajano (1787) es una interpretación personal del homónimo panegírico de Plinio el Joven (Panegirico a Trajano).

- La virtud desconocida (1789) es un diálogo imaginario del poeta con su amigo difunto Gori Gandellini, a quien consideraba un ejemplo brillante de virtud ciudadana y de independencia moral.

### Las odas políticas
- La Etruria vengada, poema en cuatro cantos de octavas proyectado en mayo de 1778 inicialmente con el título de El tiranicidio. Narra el asesinato de Alejandro de Médicis por Lorenzino, a quien Alfieri celebra como héroe de libertad.

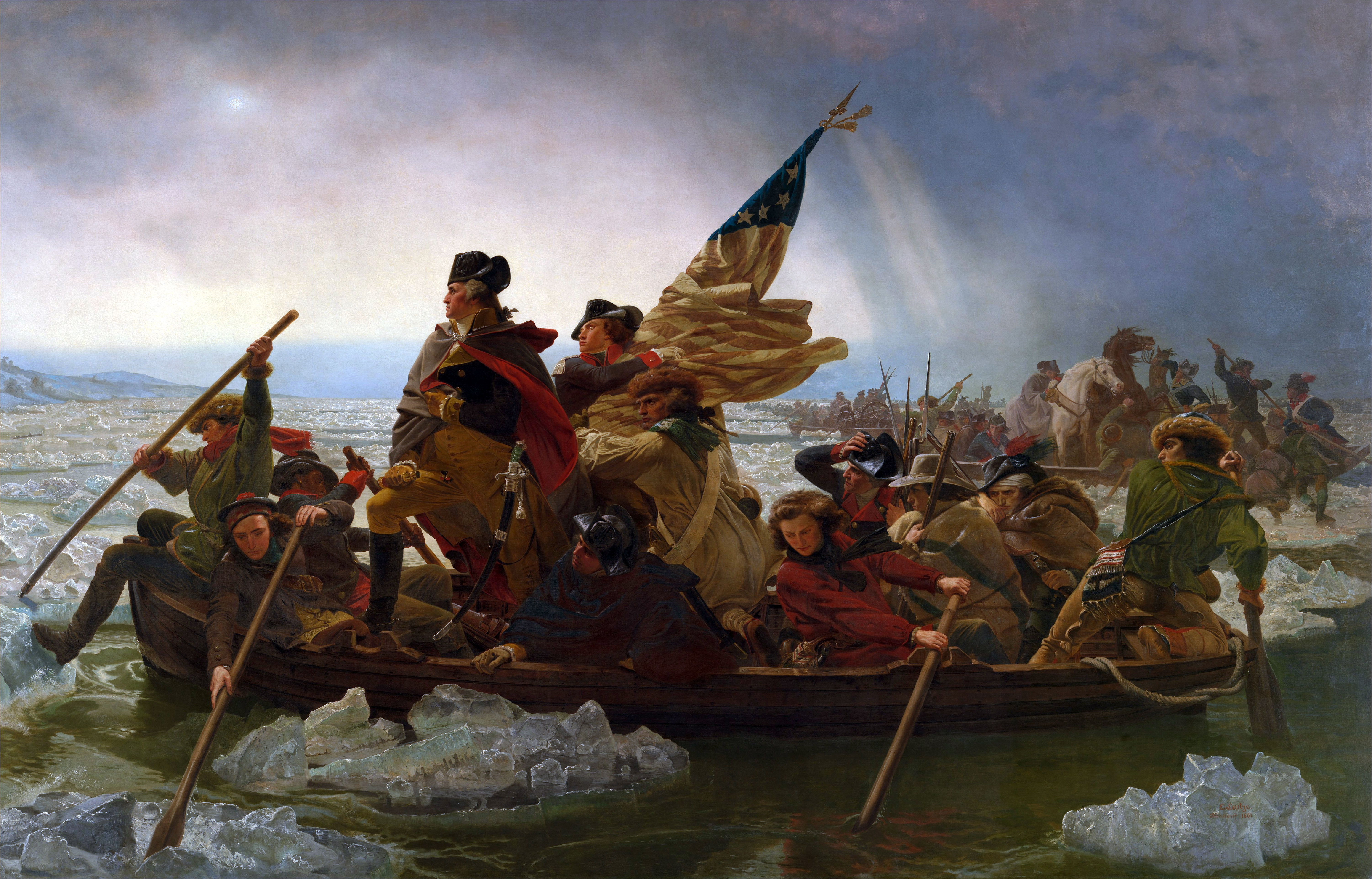
"Washington attraversa il Delaware" de Emanuel Leutze (1851).

- La América libre es una composición de cinco odas donde Alfieri exalta la generosidad desinteresada de La Fayette, que ayudó a los rebeldes de las colonias estadounidenses ; también celebra el heroísmo de Washington, que Alfieri compara al de los héroes antiguos.
- París sbastigliato es una oda que Alfieri compuso tras la destrucción de la Bastilla.

### El odio antirrevolucionario: elMisogallo
Yo había puesto mi venganza y la de mi Italia; y llevo todavía esta esperanza, que aquel pequeño libro con el tiempo beneficiará a Italia, y dañará a Francia no poco.
de Vita de V. Alfieri, Época cuarta, 1795, capítulo XXIV

El Misogallo (del griego miseìn que significa odiar y gallo, para indicar a los franceses) es una obra miscelánea que incluye prosa y poesía (sonetos, epigramas, una oda). Estas composiciones aluden al periodo comprendido entre el levantamiento de París de julio de 1789 y la ocupación francesa de Roma en febrero de 1798.
Alfieri critica ferozmente a Francia y a la Revolución francesa, pero también dirige su invectiva hacia el cuadro político y social europeo y contra los muchos tiranos antiguos y nuevos que dominaron y dominaban entonces Europa.
Para Alfieri "los franceses no pueden ser libres, pero podrán serlo los italianos". Mitifica así una hipotética Italia futura "virtuosa, magnánima, libre y una."

### Las sátiras
Pensadas desde 1777 y retomadas varias veces en su vida, son composiciones sobre los "males" que afligieron la época del poeta. Son 17:
- Prologo: Il cavalier servente veterano, ridicularización de los petimetres.
- I re, sobre la monarquía absoluta.
- I grandi, en donde se pone la mira sobre los grandes de corte.
- La plebe, invectiva contra la plebe voluble, feroz y sanguinaria.
- La sesquiplebe, de la rica burguesía ciudadana.
- Le leggi, una crítica sobre el bajo respeto a las leyes en Italia.
- L'educazione
- L'antireligioneria, inspirada en las ideas de Maquiavelo, sobre la religión como instrumentum regnii (es decir medio político y no espiritual), es una condena mordaz y dura de Voltaire y sus seguidores, que en haberse burlado y superficializado el cristianismo y la religión en general, han de hecho echado las bases de los desastres de la Revolución Francesa. Según Alfieri es muy peligroso destruir un sistema de pensamiento religioso, sin antes haberlo reemplazado con uno nuevo e igualmente capaz de ser comprendido por el pueblo y que actúe como garante del orden.[5]
- I pedanti, contra la crítica literaria.
- Il duello, sobre la mezquinidad de los duelos.
- I viaggi, sobre la inutilidad de los viajes.
- La filantropineria, contra los teóricos de la Revolución francesa.
- Il commercio, sobre la bajeza moral de la actividad mercantil.
- I debiti, sobre el malgobierno de las naciones.
- La milizia, una crítica a los estados militaristas como la Prusia de Federico II.
- Le imposture, sobre las sociedades secretas y sobre las "falsas" filosofías nacidas en el siglo XVIII, en particular la ilustración, aduladora de la Revolución francesa.
- Le donne, en donde Alfieri considera al "gentil sesso" sustancialmente mejor que los hombres, pero imitador de sus defectos.

### Las comedias

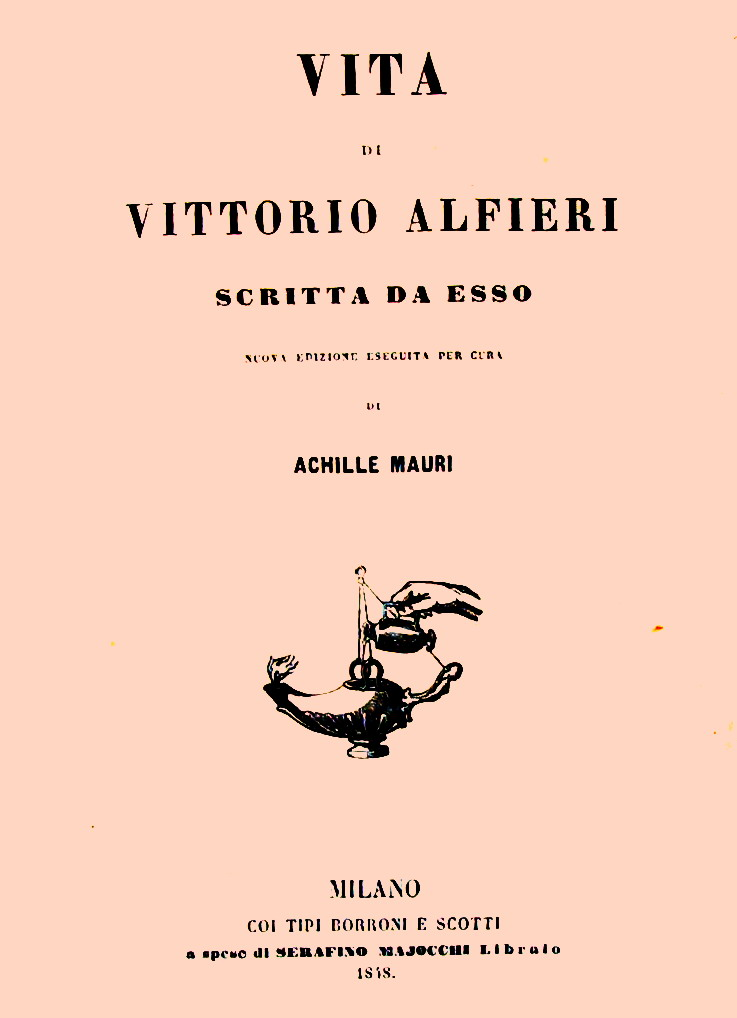
Frontispicio de la "Vita" del 1848

Escritas en la última parte de su vida:
- L'uno
- I pochi
- I troppi
- L'antidoto, estas cuatro son una especia de tetralogía política
- La finestrina, en carácter ético universal
- Il divorzio, trata de las costumbres italianas contemporáneas.

### Autobiografía
Alfieri comenzó a escribir su biografía (la "Vida escrita por él") después de la publicación de sus tragedias. La primera parte fue escrita entre el 3 de abril y 27 de mayo de 1790 y llega hasta ese año, la segunda fue escrita entre el 4 de mayo y 14 de mayo de 1803 (el año de su muerte).
"La vida" es universalmente considerada una obra maestra literaria, si no la más importante, sin duda la más conocida. De hecho, según M. Fubini, Alfieri fue por mucho tiempo el autor de "La vida", que todavía inédita, Madame de Staël leía en casa de la condesa de Albany y escribía con entusiasmo a Monti.
No es casualidad que el trabajo en el inicio del siglo XIX fuese traducida al francés (1809), inglés (1810), alemán (1812), y en parte al sueco (1820).
En esta obra analiza su vida como si analizase la vida del hombre en general, se pone como ejemplo. A diferencia de otras autobiografías (tales como las Mémoires de Goldoni) Alfieri es muy autocrítico. En forma cruda y racional, no escatima en criticar su modo de actuar, su carácter y sobre todo su pasado, pero Alfieri no tiene ningún remordimiento o arrepentimiento por esta última.

### Rimas
Alfieri escribió las Rimas entre 1776 y 1799. Imprimió las primeras (las escritas hasta 1789) en Kehl, entre 1788 y 1790.
Preparó en Florencia en 1799 la impresión de la segunda parte, que fue el undécimo volumen de las Obras Póstumas, publicadas por primera vez en Florencia en 1804 para el editor Piatti.
Alfieri consideraba las rimas como ejercicios técnicos y mantuvo muy pocas. La mayoría de los poemas impresos o destinados a imprimirse son composiciones de amor a Albany. Otras reflejan su desconsuelo existencial:
Mi miserable vida se arrastra, vagabunda;
los lugares donde no me hallo me parecen los mejores,
solo me imagino que es sereno el aire que no respiro
y siempre voy ahuyentando la felicidad ante mí. (Rime, CVIII)

### Traducciones
Alfieri pasó mucho tiempo estudiando a los clásicos latinos y griegos. Esto llevó a algunas traducciones publicadas póstumas:
- la De Catilinae coniuratione y Guerra Jugurtina de Salustio
- la Eneida de Virgilio
- Los persas de Esquilo
- los Filoctetes de Sófocles
- el Alcestis de Eurípides
- Las ranas di Aristófanes

### Cartas
La colección más completa de sus cartas es la publicada en el 1890 por Mazzatinti, titulada Cartas editadas e inéditas de Vittorio Alfieri (Lettere edite e inedite di Vittorio Alfieri), considerada por muchos estudiosos como no importante a nivel literario.

## El pensamiento literario: Alfieri entre laIlustracióny elRomanticismo
Pero no me gusta nada mi vil siglo / y, oprimido por el pesado yugo de la realeza, / solo en los desiertos callan mis problemas. Soneto "Tacito orror di solitaria selva", en Rimas

Las influencias literarias de Alfieri proceden de los escritos de Montesquieu, Voltaire, Rousseau, Helvetius, que el de Asti conoció en sus muchos viajes por Europa, durante su proceso de «spiemontizzazione». El estudio y el perfeccionamiento de la lengua italiana se llevó a cabo con la lectura los clásicos italianos y latinos (Dante y Petrarca para la poesía, Virgilio para el verso trágico).
Su interés por el estudio del hombre, por la visión mecanicista del mundo, por la libertad absoluta y la aversión hacia el despotismo, unen a Alfieri a la doctrina de la Ilustración. Y el poeta afronta los temas literarios ilustrados con el fin de aclarar las conciencias y aportar el progreso social y civil uniéndolos a la emoción y las inquietudes del pensamiento romántico.

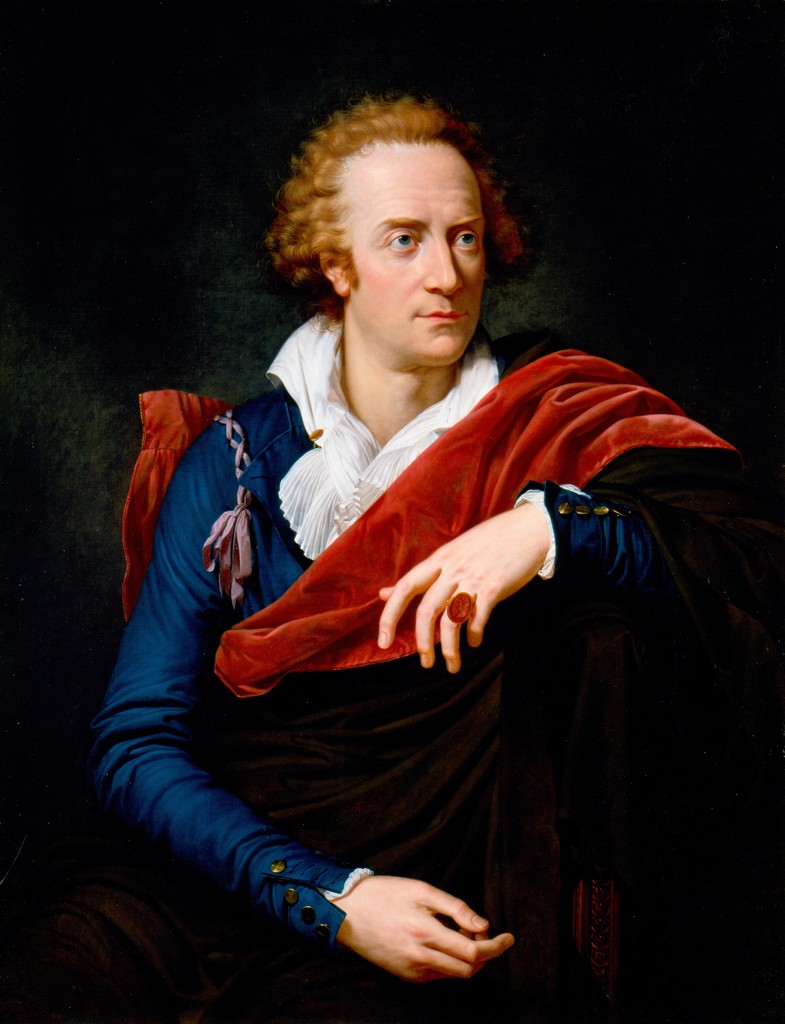
Vittorio Alfieri pintado por François-Xavier Fabre, Florencia 1793.

Alfieri es considerado por la crítica literaria como el anillo de conjunción de estas dos corrientes ideológicas, pero el de Asti, en contraste con los escritores ilustres más importantes de la época, como Parini, Verri, Beccaria, Voltaire, que están dispuestos a trabajar con los monarcas «iluminados» (Federico II, Catalina II de Rusia, María Teresa de Austria) y presentar sus ideas en los salones de Europa, se mantiene independiente y considera este tipo de compromiso como humillante.
Por otra parte Alfieri fue un precursor del pensamiento romántico, incluso en su estilo de vida, siempre en busca de autonomía ideológica (de hecho, dejó todos sus bienes a su hermana Giulia para poder renunciar al control de los Saboya) y en no aceptar la clara distinción del siglo XVIII entre la vida y la literatura, en nombre de valores ético-morales superiores.

## Libertad ideal, titanismo y catarsis
Desde joven Vittorio Alfieri mostró una fuerte rabia contra la tiranía y todo lo que pueda impedir la libertad ideal. En realidad, parece que este antagonismo estaba dirigido contra toda forma de poder que le parecía injusta y opresiva. Pero la idea de libertad que exalta carece de connotaciones políticas o sociales específicas, solo es un concepto abstracto.
La libertad alfieriania, de hecho, es la expresión de un individualismo heroico y un deseo de una realización total de sí. De hecho Alfieri parece presentarnos, en lugar de dos conceptos políticos (tiranía y libertad), dos representaciones míticas: la necesidad de afirmación del yo, ansioso por romper todos los límites, y las "fuerzas oscuras" que impiden la acción. Esta búsqueda de fuertes pasiones, esta ansia de grandeza infinita, de ilimitación, es el típico titanismo alfieriano que caracteriza de forma más o menos marcada todas sus obras.
Lo que es tan opuesto por Alfieri es muy probablemente la percepción de un límite que impide la grandeza, tanto que le procura constante inquietud y pesadillas que le obligan a buscar en sus muchos viajes lo que sólo se puede encontrar dentro de sí mismo .

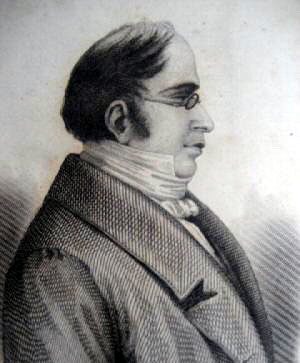
Retrato de Santorre de Santarosa.

El sueño titánico va acompañado de un constante pesimismo que tiene sus raíces en la conciencia de la efectiva impotencia humana. Además, la voluntad de infinita afirmación del yo trae consigo un sentido de transgresión que le causará en el fundo un sentimiento de culpa y se proyectará sólo en su trabajo para encontrar un remedio para su malestar; fenómeno este que es llamado catarsis.

## La herencia espiritual
La semilla que has plantado, oh Alfieri, dio frutos y ahora Italia combate y será grande
De una dedicatoria en el libro de firmas de Palazzo Alfieri, 1849

Alfieri ha inspirado con fuerza la literatura y el pensamiento italianos del siglo XIX.
Ugo Foscolo lo ha cantado en Dei Sepolcri, Leopardi lo ha imaginado como su maestro en la canción Ad Angelo Mai, Manzoni se inspiró en sus fuertes principios y Gioberti escribió que Alfieri había creado de la nada la tragedia italiana defendiéndola de la servidumbre literaria y civil de su época, y así Oriani y Carducci.
Las primeras figuras del Risorgimento italiano, desde Santorre de Santarosa a Cesare Balbo, se reconocieron en sus ideales, y su lugar de nacimiento en Asti fue lugar de peregrinación para muchos hombres que habían luchado por la unificación de Italia.
En particular, Santorre escribió que:

Alfieri iluminará en vuestro corazón las virtudes heroicas y elevará vuestro pensamiento; sus expresiones rudas, pero llenas de fuerza y energía están todas inspiradas por el genio de Melpómene / Alfieri allumera dans votre coeur les héroiques vertus et elevera votre pensée; ses expressions rudes, mais plein de force et d'energie sont toutes marquées au coin du génie de Melpomene
"Delle speranze degli italiani" Milán, 1920

Luigi Provana, historiador y senador del Reino de Cerdeña, declaró que él también, al igual que muchos otros patriotas, había besado la tumba de Vittorio Alfieri en Santa Croce y había mirado por la ventana en que el poeta se asomaba sobre el Arno.

## Alfieri y la masonería
En el capítulo de la Vida referido al 1775, Alfieri narra cómo durante un banquete de masones declamó algunas rimas:

Egli ti additi il murator primiero,

Del grande Ordine infin l'origo estrema

E se poi ti svelasse un tanto arcano,

Avresti tu sì nobili concetti

E ad inalzare il vol bastante mano?

Ah, scusatela si, fratei diletti;

Non ragiona l'insana, oppur delira

Quando canta di voi con versi inetti.

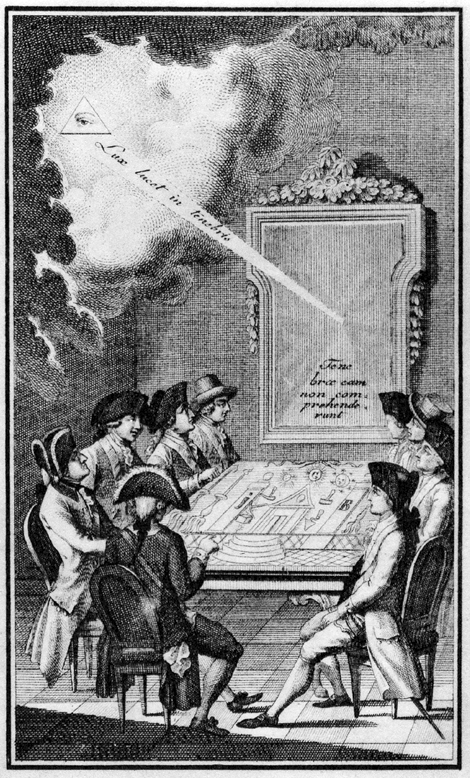
Asamblea masónica.
Viena 1791

Él se disculpa con sus hermanos si su musa sin experiencia osa cantar los secretos de la logia. A continuación, el soneto va a mencionar al Venerable, al Primer Vigilante, al Orador y al Secretario.
A pesar de que el nombre de Alfieri no aparece en las lista de la masonería piamontesa, Roberto Marchetti supone que él se había iniciado en Alemania o en Inglaterra, durante uno de sus viajes de juventud.
Se ha comprobado que muchos de sus amigos eran masones y de la lista, que posee el centro de Alfieri de Asti, que menciona a los personajes a los cuales el poeta envió la primera edición de sus tragedias (1783), aparecen los hermanos von Kaunitz, de Turín; Giovanni Pindemonte y Gerolamo Zulian, de Venecia; Annibale Beccaria (hermano de Cesare Beccaria), Luigi Visconte Arese y Gioacchino Pallavicini, de Milán; Carlo Gastone Rezzonico, de Parma; Saveur Grimaldi, de Génova; Ludovico Savioli, de Bolonia; Kilian Caraccioli Venerable Maestro de Nápoles, y Giuseppe Guasco, de Roma.
Alfieri aparece unos años más tarde, en el número 63 en la lista Tableu des Membres de la Respectable Loge de la Victoire à l'Orient de Naples, datada el 27 de agosto de 1782 con el nombre "Comte Alfieri, Gentilhombre de Turin".
Su afiliación a la logia de Nápoles se vio seguramente favorecida por las frecuentes estancias en aquella ciudad y especialmente por la importancia de la masonería en Nápoles, dado que los Saboya poco después cerraron todas las actividades masónicas en el Piamonte (1783), lo que obligó al conde Asinari de Bernezzo, jefe del rito escocés de la masonería italiana, a transferir su cargo al príncipe de Nápoles Diego Naselli.
Durante el período de afiliación, Alfieri se oculta por su correspondencia con los hermanos bajo el seudónimo de conde Rifiela.
Con la llegada a Europa de los vientos revolucionarios que conducirán a la Revolución Francesa, Alfieri se distanció de la masonería, tal vez porque ella hizo hincapié en el compromiso jacobino, antimonárquico, anticlerical, o tal vez por ese aspecto independiente del carácter. En la sátira Le imposture (1797), se peleará contra sus viejos hermanos apostrofándolos como fratocci, que engañaban a los adeptos para hacer criaturas propias, ingenuo pedestal para los astutos.

## La piamontesidad

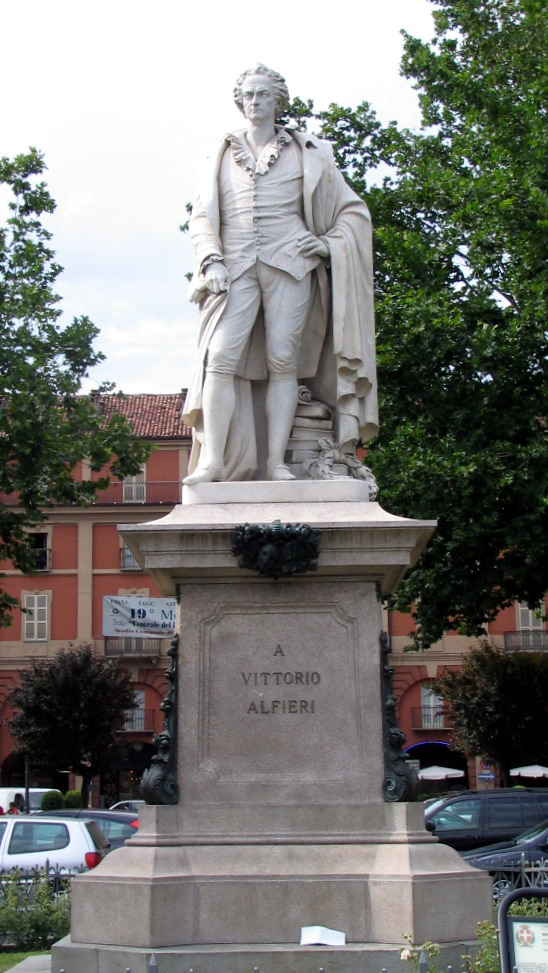
Estatua de Vittorio Alfieri obra de G. Dini, 1862. Asti, Piazza Alfieri.

Giosuè Carducci afirmó que Alfieri, junto a Alighieri y a Machiavelli es el 

Nume indigete d'Italia

Según Pietro Cazzani, director del Centro studi Alfieriani entre 1939 y 1957, la diferencia de fondo (además de las más evidentes), «es la "toscanidad" del florentino, en donde humores se transforman en agresivas irónicas fantasías, contrapuesta a la "piamontesidad" del astigiano, la cual seria moralidad toma tonos oscuros con impensable celo».
Para Umberto Calosso, en L'Anarchia di Vittorio Alfieri (Bari, 1924), el poeta nunca olvidó sus orígenes, con esa «mezcla de ferocidad y generosidad, que nunca podrá comprender quien no tiene experiencia en las costumbres y sangre piamontesa».
Alfieri también escribió dos sonetos (los únicos) en lengua piamontesa fechados en abril y junio de 1783.
He aquí el texto de la primera:
| Son dur, lo seu, son dur, ma i parlo a gent ch'ha l'ànima tant mola e dëslavà ch'a l'é pa da stupì se 'd costa nià i-j piaso apen-a apen-a a l'un për sent. Tuti s'amparo 'l Metastasio a ment e a n'han j'orije, 'l cheur e j'euj fodrà: j'eròj a-j veulo vëdde, ma castrà, ël tràgich a lo veulo, ma imponent. Pure im dogn nen për vint fin ch'as decida s'as dev troné sul palch o solfegé, strassé 'l cheur o gatié marlàit l'orìa. Già ch'ant cost mond l'un l'àutr bzògna ch'as rida, l'è un mè dubiet ch'i veui ben ben rumié: s'l'é mi ch'son 'd fer o j'italian 'd potìa | Soy duro, lo sé, soy duro, pero hablo a gente que tiene el alma tan débil y sucia que no es de extrañar si de esta camarilla le gusto apenas al uno por ciento. Todos se aprenden de memoria a Metastasio y tienen llenas las orejas, el corazón y los ojos: al héroe lo quieren ver, pero castrado; el trágico lo quieren imponente. Sin embargo yo no me doy por vencido hasta que no se decida si sobre el palco se debe tronar o solfear agitar los corazones o rascarse un poco la oreja. Dado que en este mundo se necesita que uno se ría del otro, tengo yo una pequeña duda que bien quiero volver a rumiar: si soy yo de hierro o los italianos de fango. |

## Alfieri y la música
Umberto Calosso combina la obra de Alfieri «iluminista en ferviente movimiento» a la de Beethoven, para el crítico las razones profundas de Alfieri resuenan «en los precipicios del abismo de la sinfonía de Beethoven».
También para Cazzani, en muchas tragedias de Alfieri, nos encontramos con la misma soledad cósmica del maestro de Bonn.
En su autobiografía el poeta cuenta cómo la música despertaba en su alma gran emoción. Alfieri en repetidas ocasiones contó cómo casi todas las tragedias se han ideado o al escuchar música o un par de horas después de oírla.
Algunos manuscritos contienen también las indicaciones de la música que se debe seguir durante las representaciones teatrales (por ejemplo, en el Bruto segundo).
Cazzani también hipotiza que entre los músicos predilectos de Alfieri está el piamontés Giovanni Battista Viotti, que estuvo presente en Turín, París y Londres durante el mismo período de las estancias de Alfieri.

## Alfieri y el arte

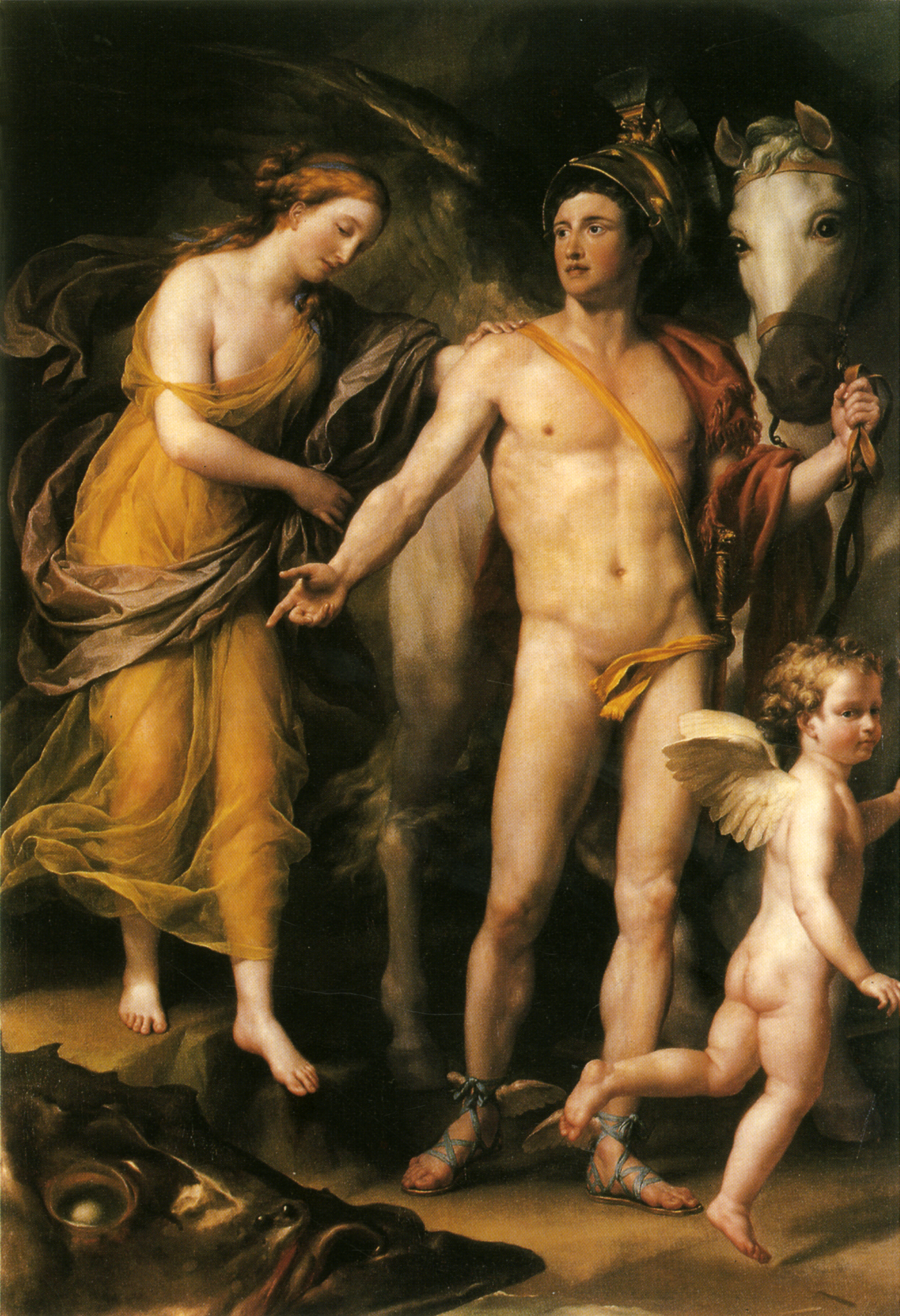
Perseo y Andrómeda, de Anton Raphael Mengs, 1776, Museo del Hermitage.

El poeta que más de una vez confesó ser sensible a las bellezas naturales, delante a las obras artísticas mostraba una cierta «torpeza de intelecto».
En Florencia, por primera vez en 1766, dijo que las visitas a la Galería y al Palacio Pitti, se llevaban a cabo por la fuerza, con mucha náusea, sin ningún sentido de lo bello.
De Bolonia escribió: «...de sus cuadros no supe nada».
Cuando vivió en Roma nacían los primeros fermentos del movimiento arqueológico que precedió al Neoclasicismo, no hizo ninguna mención de los artistas que participaron, y también el salón de la condesa de Albany, en París frecuentado por los artistas más famosos de la época (incluyendo Jacques-Louis David) no tenía ningún interés para él, y del Louvre le interesó «solo la fachada».
Esto explica por qué, con la excepción de los retratos de François-Xavier Fabre, ninguna tela de un cierto valor adornaban las paredes de los apartamentos habitado por Alfieri en el curso de su vida.
Alfieri y la condesa de Albany, en agosto de 1792, tuvieron que abandonar precipitadamente París por la insurrección republicana. Del inventario de los objetos de arte de la casa de París (Maison de Thélusson, rue de Provence n°18), elaborado por el gobierno revolucionario después de la toma de la propiedad y contenido en los Archives nationales de París fue posible conocer los cuadros presentes en sus apartamentos.
También en este caso la lista es decepcionante: se trata sobre todo de reproducciones de los Carracci de la Capilla Sixtina, de La escuela de Atenas, del Palacio Farnesio, con algunos grabados que representaban las obras de Marie-Louise-Élisabeth Vigée-Lebrun , Angelica Kauffmann, y Anton Raphael Mengs.